# Жук Галина Дмитрівна
Галина Дмитрівна Жук (19.11.1957, с. Полошки Глухівського району Сумської області) — майстриня художньої кераміки. Член Національної спілки майстрів народного мистецтва України (2004).

## Біографія
Народилась 19 листопада в селі Полошки Глухівського району Сумської області. Після закінчення середньої школи навчалась у Львівському інституті прикладного та декоративного мистецтва, спеціальність «Художня кераміка» (1985; викладачі — Михайло Гладкий, Іван Томчук). Отримавши вищу освіту працювала в Сумах: від 1985 року — на художньо-виробничому комбінаті; з 1995 року — керівником гуртка художньої кераміки при Палаці дітей та юнацтва; від 2003 — викладачем мистецьких дисциплін Сумського вищого училища мистецтв і культури імені Д. С. Бортнянського.
З 1990 року брала участь в міських, обласних, всеукраїнських мистецьких виставках. Кілька робіт Жук Г. Д. зберігаються у Національному музеї-заповіднику українського гончарства в селі Опішня Зіньківського району Полтавської області.

## Мистецькі твори
1985 — садово-паркова пластика — «Птахи»
1986 — монументальне панно «Підводний світ»
1987 — декоративні тарелі «Осінні тумани»
1990 — керамічна пластика «Седнівські краєвиди»
2000 — пластика малих форм"Повінь"
2001 — «Єднання та гармонія»
2004 — пластика малих форм «Звечоріло»
2005- декоративна тарель «Квітуча»
2006 — пластика малих форм «Гончарська муза»
2002 — фігурний посуд «Рибина»
2003 — баклага «Барвінковий край»
2002–2008 серія писанок «Слобожанські»